# Синтія Макгрегор
Синтія Макгрегор (англ. Cynthia MacGregor; 26 березня 1964 — 13 лютого 1996) — колишня американська тенісистка. Найвищу одиночну позицію світового рейтингу — 177 місце досягла 14 березня, 1988, парну — 50 місце — 11 квітня, 1988 року. Здобула 1 парний титул. Найвищим досягненням на турнірах Великого шолома було 3 коло в парному розряді.

Померла у віці 31 року від нервової анорексії.

## Фінали Туру WTA

### Парний розряд (1-3)
| Результат | Дата                   | Турнір                     | Рівень       | Покриття | Партнерка       | Суперниці                      | Рахунок             |
| --------- | ---------------------- | -------------------------- | ------------ | -------- | --------------- | ------------------------------ | ------------------- |
| Перемога  | Кві 1987               | Тайбей, Тайвань            | Категорія 1  | Килим    | Кеммі Макгрегор | Сенді Коллінз Шерон Волш       | 7–6(10–8), 5–7, 6–4 |
| Поразка   | Жов 1987               | Сан-Хуан, Пуерто-Рико      | Категорія 1+ | Тверде   | Кеммі Макгрегор | Ліз Грегорі Ронні Рейс         | 5–7, 5–7            |
| Поразка   | Nutri-Metics Open 1988 | ASB Classic, Нова Зеландія | Категорія 1  | Тверде   | Кеммі Макгрегор | Патті Фендік Джилл Гетерінгтон | 2–6, 1–6            |
| Поразка   | Eckerd Open 1988       | Eckerd Open, Флорида, США  | Категорія 3  | Ґрунт    | Кеммі Макгрегор | Террі Фелпс Раффаелла Реджі    | 2–6, 4–6            |